# Lula Mysz-Gmeiner
Lula Mysz-Gmeiner   (Brașov, 16 d'agost de 1876 - Schwerin, 7 d'agost de 1948) va ser un contralt de concert i mezzosoprano alemanya nascuda a Transsilvània, que va interpretar recitals de lieder a Europa i els Estats Units. Va ser professora de veu acadèmica a Berlín i va ensenyar tant a Elisabeth Schwarzkopf com a Peter Anders.

## Carrera
Va néixer Julie Sophie Gmeiner a Kronstadt (Brassó), a la regió de Transsilvània, a Àustria-Hongria (avui Brașov, Romania). Era la tercera de deu germans, anomenada Lula. Els nens van rebre instruccions musicals primerenques i diversos dels seus germans també es van convertir en músics professionals: la mezzosoprano Ella Gmeiner, el baix-baríton Rudolf Gmeiner, el violoncel·lista Julius Gmeiner i la pianista Luise Gmeiner.
Lula va aprendre el violí als sis anys i va tocar a l'orquestra Kronstadt als 15 anys. Un any més tard, va començar classes de veu amb el compositor Rudolf Lassel, que li va dedicar una composició i la va estrenar amb ella. Des dels 18 anys, va estudiar al Conservatori de Viena amb Gustav Walter, un notable professor de veu de l'època. Cap al 1898 es va traslladar a Berlín, on va estudiar amb Emilie Herzog, Etelka Gerster i Lilli Lehmann.
Va interpretar Lieder de Johannes Brahms, Robert Schumann, Franz Schubert, Gustav Mahler, Richard Strauss i Max Reger, entre d'altres, molts d'ells escrits per a ella o dedicats a ella. Es va casar amb l'enginyer transsilvanes Ernst Mysz a Kronstadt el 1900. La parella tenia tres filles, dues de les quals van morir joves, mentre que la tercera, Susanne, es casaria amb el tenor Peter Anders, que va estudiar amb la seva mare.
Lula Mysz-Gmeiner va rebre el títol de "Kammersänger" austrohongarès el 1905. Va fer gires de concerts per Europa i els Estats Units. Sovint va col·laborar amb els pianistes Eduard Behm, Emil Mattiesen, Arthur Nikisch, Siegfried Ochs i Max Reger. Reger li va dedicar diversos lieder, inclòs el seu Vier Gesänge, Op. 88, publicat el 1905. També va aparèixer en concerts, cantant per exemple lAlto Rhapsody de Johannes Brahms i el Lieder d'Hugo Wolf amb la Filharmònica de Berlín, dirigida per Oskar Fried, el 8 d'abril de 1907. L'octubre de 1923, va cantar en dos concerts d'un programa en memòria de Reger a "St. Nikolai" a Kiel. Fritz Stein va dirigir l'"Oratorienverein" i l'Orchester Städtisches a Die Nonnen, Requiem i Der 100. Salm.
Des del 1920, va ser professora de veu a la "Staatlich akademische Hochschule für Musik zu" Berlin. Entre els seus estudiants hi havia Carla Henius, Maria Müller, Elisabeth Schwarzkopf i Carla Spletter. Va perdre el seu apartament a Berlín durant la Segona Guerra Mundial i va ensenyar des del 1945 a la "Landesakademie" de Schwerin. Va morir en aquesta ultima ciutat el 7 d'agost de 1948.